# Superliga Brasileira de Voleibol Masculino de 2006–07
A Superliga Masculina de Vôlei 2006/2007 foi um torneio realizado a partir de 9 de Dezembro de 2006 até 28 de Abril de 2007 por quinze equipes representando cinco estados.

## Participantes
Álvares Vitória, Vitória/ES

 Banespa/São Bernardo, São Bernardo do Campo/SP

 Bento Vôlei, Bento gonçalves/RS

 Betim, Betim/MG

 Blumenau, Blumenau/SC

 Cimed, Florianópolis/SC

 Minas, Belo Horizonte/MG

 Náutico, Araraquara/SP

 Santo André, Santo André/SP

 São Caetano, São Caetano do Sul/SP

 São Leopoldo, São Leopoldo/RS

 UCS, Caxias do Sul/RS

 Ulbra, Canoas/RS

 Unisul, São José/SC

 Vôlei Futuro, Araçatuba/SP

## Regulamento
- Fase Classificatória:A primeira fase da Superliga foi realizada com a participação de quinze equipes. A competição foi dividida em duas fases. Na primeira, as equipes jogaram entre si, em turno e returno, realizando 28 partidas cada uma.

- Playoffs:As oito melhores colocadas avançaram às quartas-de-final(melhor de três jogos), obedecendo ao seguinte cruzamento: 1º x 8º, 2º x 7º, 3º x 6º e 4º x 5º, em playoffs melhor de três jogos.

As quatro equipes vencedoras avançaram às semifinais (melhor de cinco jogos), respeitando o seguinte critério: o vencedor do jogo entre o 1º e o 8º enfrentará o do jogo entre o 4º e o 5º, e o ganhador da partida entre o 2º e o 7º terá pela frente o do confronto entre o 3º e o 6º. Os dois times vencedores disputaram o título na final, também em uma série melhor de cinco jogos.

## Campeão
| Superliga Brasileira Masculina 2006-07 |
| -------------------------------------- |
| Minas 4º Título                        |